# Philipp Bargfrede
Philipp Bargfrede (sinh ngày 3 tháng 3 năm 1989 ở Zeven) là một cầu thủ bóng đá người Đức hiện đang là tiền vệ của Werder Bremen.